# Heliophanus demonstrativus
Heliophanus demonstrativus är en spindelart som beskrevs av Wesolowska 1986. Heliophanus demonstrativus ingår i släktet Heliophanus och familjen hoppspindlar. Inga underarter finns listade i Catalogue of Life.